# Ribeira (traje)
O  traje da ribeira  são roupas usadas no Baixo Minho ou, mais proprimamente, na parte sul e sudeste, compreendendo os concelhos de Guimaraes, Fafe, a Região de Basto, e a parte leste desta sub província, compreendendo a Póvoa de Lanhoso, Amares e certos vales de Vila Verde, cobrem o busto com lenços de merino franjados proveninetes da austria. Esses mesmos lenços podem ser atados em turbande na cabeça ou então usam o conhecido «cochiné» (que deriva do francês «cache-nez»).
Usam colete de rabos de grandes recortes ou outros que quase se resumem a tiras. Eles são feitos de linho ou dos mais diversos tecidos e cores e guarnecidos de muitos modos (seja com bordados a fio de algodão, com fitilho de algodão muito caracetristico do conelho da Póvoa de Lanhoso ou com galões). A camisa de linho podia ser ou não bordada, ou como se diz por essas terras, marcada a vermelho e/ou preto nas mangas e/ou no peito. Podem as mesmas camisas apresentar golas de folhos ou de rendas no pescoço e nas mangas.
A saia gerlamente de grande roda (cerca de três metro e meio, três metros e oitenta) era franzida na cintura e decorada até meia altura por veludo, cetins e/ou vidrilhos. O avental era de veludo preto bordado a vidrilhos em motivos vegetais aparecendo às vezes os monogramas da proprietária. Desejosas de embelezar o seu traje as mulheres aplicam peles ou penas negras dos galos introduzidas no próprio tecido do avental. As algibeiras, com recortes muito variados, eram de várias cores. Calçavam chinela preta podia ser pespontada a branco mas também a meia branca rendada.